# Coupe d'Europe des nations d'athlétisme en salle 2003
La 1re édition de Coupe d'Europe des nations d'athlétisme en salle s'est déroulée le 15 février 2003 à Leipzig, en Allemagne. La compétition est organisée sous l'égide de l'Association européenne d'athlétisme.
L'Espagne remporte la compétition masculine, tandis que la Russie s'impose chez les femmes.

## Résultats

### Hommes
| Épreuve                                  | Or                                | Argent                         | Bronze                         |
| ---------------------------------------- | --------------------------------- | ------------------------------ | ------------------------------ |
| 60 mètres                                | Jason Gardener 6 s 55             | Aristotelis Gavelas 6 s 61     | Andrey Yepishin 6 s 70         |
| 400 mètres                               | Marek Plawgo 46 s 76              | David Canal 46 s 93            | Jamie Baulch 46 s 99           |
| 800 mètres                               | René Herms 1 min 48 s 65          | Dmitriy Bogdanov 1 min 49 s 30 | Nicolas Aïssat 1 min 49 s 43   |
| 1 500 mètres                             | Juan Carlos Higuero 3 min 41 s 64 | Saïd Chébili 3 min 42 s 27     | Zbigniew Graczyk 3 min 42 s 55 |
| 3 000 mètres                             | Yousef El Nasri 8 min 00 s 28     | Jan Fitschen 8 min 00 s 59     | Lorenzo Perrone 8 min 01 s 15  |
| 60 m haies                               | Mike Fenner 7 s 68                | Andrea Giaconi 7 s 74          | Ladji Doucouré 7 s 77          |
| 2000 m relais medley (200/400/600/800 m) | France 4 min 14 s 42              | Pologne 4 min 15 s 18          | Royaume-Uni 4 min 16 s 38      |
| Saut en hauteur                          | Alessandro Talotti 2,28 m         | Yaroslav Rybakov 2,26 m        | Roman Fricke 2,24 m            |
| Saut en longueur                         | Yago Lamela 8,09 m                | Ruslan Gataullin 7,97 m        | Chris Tomlinson 7,97 m         |
| Lancer du poids                          | Ralf Bartels 19,69 m              | Manuel Martínez 19,60 m        | Ivan Yushkov 19,58 m           |

### Femmes
| Épreuve                                  | Or                              | Argent                            | Bronze                          |
| ---------------------------------------- | ------------------------------- | --------------------------------- | ------------------------------- |
| 60 mètres                                | Christine Arron 7 s 18          | Marina Kislova 7 s 24             | Esther Möller 7 s 30            |
| 400 mètres                               | Grit Breuer 51 s 91             | Catherine Murphy 52 s 63          | Natalya Antyukh 52 s 66         |
| 800 mètres                               | Mayte Martínez 2 min 03 s 14    | Jo Fenn 2 min 03 s 70             | Anna Jakubczak 2 min 04 s 03    |
| 1 500 mètres                             | Hayley Tullett 4 min 08 s 63    | Yuliya Kosenkova 4 min 09 s 10    | Lidia Chojecka 4 min 10 s 79    |
| 3 000 mètres                             | Galina Bogomolova 8 min 55 s 41 | Sabrina Mockenhaupt 8 min 56 s 33 | Wioletta Janowska 9 min 00 s 77 |
| 60 m haies                               | Glory Alozie 7 s 94             | Linda Ferga 8 s 06                | Flora Rentoumi 8 s 17           |
| 2000 m relais medley (200/400/600/800 m) | Russie 4 min 41 s 69            | Allemagne 4 min 49 s 40           | Roumanie 4 min 52 s 62          |
| Saut à la perche                         | Svetlana Feofanova 4,65 m       | Annika Becker 4,50 m              | Monika Pyrek 4,30 m             |
| Triple saut                              | Adelina Gavrilă 14,23 m         | Olga Vasdeki 14,07 m              | Carlota Castrejana 14,01 m      |

### Par équipes
| Rang  | Pays  | Total points | Or | Argent | Bronze | Total médailles |
| ----- | ----- | ------------ | -- | ------ | ------ | --------------- |
| 1     | ESP   | 56           | 3  | 2      | 0      | 5               |
| 2     | GER   | 56           | 3  | 1      | 1      | 5               |
| 3     | FRA   | 49           | 1  | 1      | 2      | 4               |
| 4     | RUS   | 49           | 0  | 3      | 2      | 5               |
| 5     | ITA   | 47           | 1  | 1      | 1      | 3               |
| 6     | POL   | 46           | 1  | 1      | 1      | 3               |
| 7     | GBR   | 39           | 1  | 0      | 3      | 4               |
| 8     | GRE   | 24           | 0  | 1      | 0      | 1               |
| Total | Total | Total        | 10 | 10     | 10     | 30              |

| Rang  | Pays  | Total points | Or | Argent | Bronze | Total médailles |
| ----- | ----- | ------------ | -- | ------ | ------ | --------------- |
| 1     | RUS   | 60           | 3  | 2      | 1      | 6               |
| 2     | GER   | 49           | 1  | 3      | 1      | 5               |
| 3     | GBR   | 40           | 1  | 2      | 0      | 3               |
| 4     | FRA   | 40           | 1  | 1      | 0      | 2               |
| 5     | POL   | 40           | 0  | 0      | 4      | 4               |
| 6     | ESP   | 37           | 2  | 0      | 1      | 3               |
| 7     | GRE   | 32           | 0  | 1      | 1      | 2               |
| 8     | ROM   | 31           | 1  | 0      | 1      | 2               |
| Total | Total | Total        | 9  | 9      | 9      | 27              |